# حمام السيد
حمّام السيد من حمامات بغداد العامة القديمة وهو اثنان واحد للرجال وآخر للنساء ويقع في الجانب الشرقي من بغداد في شارع سراج الدين على يسار المتوجه إلى منطقة الهيتاويين من محلة الصدرية، على الطريق العام المؤدي إلى الشيخ عبد القادر الكيلاني وهو قديم وبناؤه يدل على انه شيد في أوآخر الدولة العباسية وهو يعود الآن إلى (بيت الدركزنلي) وانه باق على حالته القديمة وبناؤه يدل على قِدمه . تأسس هذا الحمام حوالي سنة ( 1400م ). وقد يكون هو حمام السيد يحيى هو الواقع في محلة سوق الغزل بسوق العطارين من جهة شارع الوثبة قرب جامع سراج الدين. وقد أشير إليه بالوقفية المؤرخة 9 صفر 1357ه‍ الموافق 10 نيسان 1938م.